# Chotika Wongwilas
Chotika Wongwilas (tiếng Thái: โชติกา วงศ์วิลาศ, phiên âm: Cho-ti-ca Vong-vi-lát, sinh ngày 15 tháng 07 năm 1984) còn có nghệ danh là Noey (เนย), là một nữ diễn viên và người mẫu Thái Lan  đang độc quyền cho đài Channel 3.  

## Tiểu sử
Noey là diễn viên nổi tiếng xứ sở chùa vàng và là một trong những mỹ nhân có lượng fan hâm mộ đông đảo nhờ nhan sắc "chim sa cá lặn". Đối với sự nghiệp diễn xuất, cô thường được biết đến qua những vai diễn phản diện trong phim; một số tác phẩm tiêu biểu của cô phải kể đến là: Ngọn Lửa Kiêu Ngạo (2011), Trò Chơi Tình Yêu (2011), Hương vị ngọt ngào (2011) và Khun Chai Puttipat (2013).
Chotika Wongwilas sinh ra và lớn lên ở tỉnh Phatthalung, miền Nam Thái Lan. Khi còn nhỏ nữ diễn viên từngôhọc tại trường trung học Satri Phatthalung. Hoàn thành chương trình trung học, cô theo học và hoàn thành bằng Cử nhân Quản trị Kinh doanh & Công nghệ Thông tin của Đại học Prince of Songkla và sau đó học tiếp bằng Thạc sỹ Quản lý Du lịch tại Đại học Chulalongkorn.
Khác hẳn với những vai phản diện, có phần ghê gớm, đanh đá trên phim, ngoài đời, mỹ nhân Noey Chotika là mẫu người phụ nữ dịu dàng và khá thân thiện. Cô nàng luôn gây được thiện cảm với người đối diện bằng nụ cười tỏa nắng và ngọt ngào.
Vào tháng 9 năm 2016, nữ diễn viên xinh đẹp đã từng khiến dư luận xứ chùa Vàng xôn xao bởi lễ cưới cổ tích với doanh nhân Arm Maneechy. Trong đám cưới triệu đô sang chảnh ấy, mỹ nhân đẹp nhất nhì xứ chùa vàng đeo rất nhiều nữ trang quý giá và nhận nhiều lễ vật từ chú rể, trong đó có chiếc nhẫn cưới đính kim cương 5 carat. Chưa dừng lại ở đó, Noey Chotika còn gây ấn tượng khi thay tới 6 bộ váy cưới đắt đỏ trong sự kiện trọng đại nhất cuộc đời mình.
Tiệc cưới chính thức của cặp trai tài gái sắc được tổ chức sau đó đúng 1 tuần, vào chiều tối ngày 10/9/2016 tại Bangkok. Hội trường tiệc cưới được trang trí lộng lẫy nhưng không kém phần tinh tế, nhẹ nhàng theo đúng khí chất và phong cách của cô dâu với hoa tươi ở khắp mọi nơi. Trong hai đám cưới truyền thống và chính thức của mình, cô dâu Chotika gây ấn tượng với quan khách và công chúng không chỉ bởi ngoại hình xinh đẹp rạng ngời mà còn bằng 6 bộ váy cưới đắt đỏ và đẹp long lanh. Được biết, cả hai đã có 6 năm bên nhau trước khi Maneechy cầu hôn Chotika trong một bữa tiệc lãng mạn, bất ngờ vào năm 2015.
Sau đám cưới, dường như Noey Chotika rút lui về phía hậu trường để chăm lo cho cuộc sống gia đình mình nhiều hơn. Tuy nhiên, không vì thế mà độ hot của nữ diễn viên bị suy giảm. Bằng chứng là trên trang cá nhân của cô nàng hiện đang có hơn 5,2 triệu followers – một con số tuy không quá lớn nhưng đủ để vượt mặt nhiều sao nữ đình đám khác trong làng giải trí xứ chùa Vàng. Cuối năm 2017, nữ diễn viên xinh đẹp đã chính thức hạ sinh cho chồng doanh nhân một cậu con trai kháu khỉnh, tên là Akin Maneechai. Càng lớn, cậu bé Akin càng trở nên đáng yêu. Vừa sở hữu nhiều nét giống bố, vừa có được nụ cười tỏa nắng giống người mẹ xinh đẹp nên Akin được dự đoán sẽ trở thành một soái ca nhí trong tương lai.

## Các bộ phim đã từng tham gia

### Phim điện ảnh
| Năm  | Phim         | Vai  | Đóng với |
| ---- | ------------ | ---- | -------- |
| 2007 | Ghost mother | Nuch |          |

### Phim truyền hình
| Năm  | Phim                                             | Đài   | Vai                                               |
| ---- | ------------------------------------------------ | ----- | ------------------------------------------------- |
| 2007 | Peun See Long Hon                                | CH3   | Dream                                             |
| 2008 | Choom Tang Seur Phen                             | CH3   | Kru Paeng                                         |
| 2009 | Plerng Prai                                      | CH3   | Bplahrung (Rung)                                  |
| 2009 | Hua Jai Song Park (Trái tim chia đôi)            | CH3   | Lin Jong                                          |
| 2010 | Tuddao Bussaya (Đứa con bị từ chối)              | CH3   | Tom                                               |
| 2010 | Suay Rerd Cherd Sode (Nữ thừa kế triệu phú)      | CH3   | Yonlada                                           |
| 2011 | Pla Lhai Paai Daeng (Phong cách quý ông)         | CH3   | Chiranut                                          |
| 2011 | Ruen Hor Ror Hien (Ngôi nhà ma cà rồng)          | CH3   | Khun Pring                                        |
| 2011 | Tard Rak                                         | CH3   | Noree                                             |
| 2011 | Song Phoo Ying Yai                               | CH3   | Yaya                                              |
| 2011 | Plerng Torranong (Ngọn lửa kiêu hãnh)            | CH3   | Natnari (Nari)                                    |
| 2011 | Kon Ruk Luang Jai (Hương vị ngọt ngào)           | CH3   | Aom                                               |
| 2011 | Game Rai Game Ruk (Trò chơi tình yêu)            | CH3   | Plernta / Ta                                      |
| 2012 | Mam Gaem Daeng (Cô nàng má hồng)                 | CH3   | Ketnika                                           |
| 2012 | Waew Mayura (Tiểu thư bướng bỉnh)                | CH3   | Layla                                             |
| 2013 | Mae Pia Due                                      | CH3   | Lamduan                                           |
| 2013 | Ai Koon Pee (Hồn ma vui tính)                    | CH3   | Suthijit                                          |
| 2013 | Khun Chai Taratorn (Chuyện tình chàng khảo cổ)   | CH3   | Marathree Taewaprom (Quý ông nhà Jutathep series) |
| 2013 | Khun Chai Pawornruj (Quý cô và chàng ngoại giao) | CH3   | Marathree Taewaprom (Quý ông nhà Jutathep series) |
| 2013 | Khun Chai Puttipat (Bác sĩ Puttipat)             | CH3   | Marathree Taewaprom (Quý ông nhà Jutathep series) |
| 2013 | Khun Chai Ronapee (Ảo vọng giàu sang)            | CH3   | Marathree Taewaprom (Quý ông nhà Jutathep series) |
| 2013 | Office Pichit Jai                                | CH9   | Cherry                                            |
| 2014 | Look Tard (Đứa con của nô lệ)                    | CH3   | Mae Nim                                           |
| 2014 | Cubic (Chiếc hộp tình yêu)                       | CH3   | Fang Mei Jin                                      |
| 2014 | Yah Leum Chan (Đừng quên em)                     | CH3   | Wanita                                            |
| 2014 | Ruk Ok Rit (Lửa tình nổi giận)                   | CH3   | Rarin                                             |
| 2015 | Neung Nai Suang (Mãi mãi một tình yêu)           | CH3   | Songsaeng Pisetkul                                |
| 2015 | Bu Ram Pram Pra                                  | CH3   | Nahng Ngeuak                                      |
| 2015 | Club Friday The Series 6: Pid Tee... Ruk Mak     | GMM25 | Pang                                              |
| 2015 | Plub Plerng See Chompoo                          | CH3   | Winita                                            |
| 2016 | Than Chay Kammalor                               | CH3   | Ying Petchpring                                   |
| 2016 | Payak Rai Ruk Puan (Nàng ế PK chàng ế)           | CH3   | Inthira                                           |
| 2016 | Kularb Tud Petch (Hoa hồng cắt kim cương)        | CH3   | Riya                                              |
| 2017 | Kleun Cheewit (Sóng gió cuộc đời)                | CH3   | Pim                                               |
| 2017 | Bunlang Dok Mai (Công tử về vườn)                | CH3   | Way                                               |